# Die große Verführung
Die große Verführung (La grande séduction) ist eine frankokanadische Filmkomödie aus dem Jahr 2003. Es war der erste Kinofilm von Regisseur Jean-François Pouliot und der erfolgreichste Film Québecs im Jahr 2003.

## Handlung
Germain Lesage ist der in die Jahre gekommene, aber noch tatkräftige und humorvolle, Ersatzbürgermeister von Sainte-Marie-La-Mauderne. Er erinnert sich an die glückliche Kindheit in dem abgelegenen Fischerdörfchen. Die jetzige Wirklichkeit hingegen ist ziemlich trist. Die Männer leben schon jahrelang von der Sozialhilfe, weil der Fischfang versiegt ist und es keine andere Arbeit gibt. Germain versucht eine Fabrik zur Ansiedelung im Dorf zu bewegen und bedient sich dabei aller möglichen Tricks. Eine Bedingung des Fabrikunternehmers ist, dass der künftige Standort über einen Arzt verfügt, dessen Anstellung mindestens fünf Jahre lang vertraglich gesichert ist. Deshalb schreiben Germain und seine Freunde, Henri und Yvon, alle Ärzte in der Provinz Québec an – jedoch vergeblich. Der frühere Bürgermeister ist in die Stadt abgewandert und arbeitet dort als Polizist. Zufälligerweise kontrolliert er das Auto des Schönheitschirurgen Christopher Lewis. Dieser war zu schnell unterwegs und hat etwas Rauschgift im Wagen. Als Strafe wird er für einen Monat in das Fischerdorf versetzt. Das ist die Chance für die Bewohner. Sie wollen ihn unbedingt zum längeren Bleiben überreden. Sie erfahren, dass Christopher ein Cricket-Fan ist. Deshalb inszenieren die Männer ein Spiel, ohne überhaupt die Regeln zu verstehen. Der ankommende Arzt ist ganz begeistert und will zusehen. Die Spieler retten sich gerade noch aus der Verlegenheit, indem beide Mannschaften über das Ende des Spiels jubeln.
Die Telefongespräche Christophers mit seiner Freundin Brigitte werden von zwei Frauen des Dorfes abgehört, um seine Vorlieben kennenzulernen. Trotz des häufigen Pfeifens im Hörer hegt er keinen Verdacht. Da der Arzt Bœuf Stroganoff liebt, gibt es im Restaurant schnell ein „Boeuf Strogonoff“-Festival. Am nächsten Morgen stehen die Patienten bei ihm Schlange. Später beklagt er am Telefon die viele Arbeit mit vierzig Fällen täglich, daraufhin verfügt Germain weniger Andrang. Christopher findet regelmäßig einen für ihn hingelegten Geldschein, um ihn zu erfreuen. Da er keinen Vater hatte, erzählt ihm Germain von seinem Sohn, der sich im ähnlichen Alter befinden würde – wie sich später herausstellt, hat er die Geschichte erfunden. Auch die Information, dass Christopher Füße mag, wird von den Frauen des Ortes in aufreizender Weise genutzt. Nur Ève, die hübsche Postbeamtin, lässt ihn abblitzen, als er mit ihr essen gehen will. Beim Angeln stellt sich Christopher so ungeschickt an, dass ihm heimlich ein Taucher einen Fisch an den Haken hängen muss, damit er endlich einen Fang macht. Dass der Fisch gefroren ist, wird mit der großen Tiefe erklärt, aus der er komme. Christophers Liebe für Jazz wird nur ungern von den Dorfbewohnern geteilt. Eigentlich interessieren sich die Männer viel eher für Eishockey, schauen aber wegen ihres Gastes Cricket. Das Dorf ist drei Stunden vom nächsten Krankenhaus entfernt. Christopher erfährt, dass sich die Einwohner deshalb früher vom Metzger behandeln ließen.
Der Unternehmer, Mr. Dupré, verlangt 50.000 CAD an Schmiergeld, um die Fabrik im Dorf anzusiedeln. Germain will ein Darlehen beim ortsansässigen Bankbeamten, Henri Giroux, aufnehmen. Es wird aber von höherer Stelle abgelehnt. Schließlich genehmigt Henri den Kredit auf eigene Faust, obwohl er weiß, dass er deshalb entlassen werden wird. Eine weitere Bedingung für die ersehnte Fabrik ist eine Einwohnerzahl über 200. Deshalb laufen die Leute schnell von einer Lokalität zur anderen, um als doppelt so viele zu erscheinen.
Christopher beendet die Beziehung mit seiner Freundin, als er herausfindet, dass sie ihn schon seit drei Jahren mit seinem besten Freund betrügt. Er ist bedrückt, belogen worden zu sein. Nun verbindet ihn nichts mehr mit der Welt außerhalb der Insel. Bei Germain und den anderen stellt sich immer mehr das schlechte Gewissen über ihre Betrügereien ein. Sie überlegen, ob sie die Verführung einstellen oder sie fünf Jahre fortführen sollen. Als Christopher einwilligt in Sainte-Marie-La-Mauderne zu bleiben, schwindelt ihn Germain an, dass sie schon einen anderen Arzt unter Vertrag hätten.
Ève lädt Christopher zum Essen ein. Sie offenbart ihm, dass seine Anrufe abgehört wurden, um ihn auszuspionieren. Er stellt alle zur Rede und Germain erklärt ihm die finanziellen Schwierigkeiten der Leute. Christopher ist von der Wahrheit beeindruckt und bleibt. Somit siedelt sich die Fabrik, die Plastiktöpfe herstellt, im Ort an. Alle haben endlich eine Beschäftigung und finden damit ihren Stolz wieder. Das Glück wie in Germains Kindertagen ist in Sainte-Marie-La-Mauderne wieder eingekehrt. Ève lehnt ein Rendezvous mit Christopher ab, aber er ist geduldig. Sie haben ja fünf Jahre lang Zeit sich eventuell doch noch kennenzulernen.

## Kritiken
- Das Lexikon des internationalen Films schrieb: „Der routinierte Dorfkomödien-Plot läuft zwar insgesamt zu routiniert ab und weist kaum Ecken und Kanten aufweist [sic], unterhält aber dank wohlgesetzter Pointen und schrulliger Figuren auf höchst amüsante Weise.“[2]
- Laut Cinema ist der Film „witzig, rührend, liebenswert: Nach diesem kanadischen Kinojuwel sind Sie reif für die Insel.“[3]
- Günter H. Jekubzik bezeichnete den Film bei www.filmtabs.de als „liebenswert komisch“.[4]
- www.tvtv.de meinte: „Mit seinem Debütfilm feierte der renommierte frankokanadische Werbefilmer und Kameramann Jean-François Pouliot, 1957 in Montreal geboren, einen Sensationserfolg. ‚Die große Verführung‘, eine Komödie vor dem Hintergrund sozialer Probleme und Massenarbeitslosigkeit, brach an den kanadischen Kinokassen alle Rekorde und verwies wochenlang US-Blockbuster auf die Plätze.“

## Auszeichnungen (Auswahl)
- 2004 gewann Jean-François Pouliot für den besten ausländischen Spielfilm beim Sundance Film Festival den Publikumspreis.
- 2004 gewann Allen Smith einen Genie Award für die beste Kameraführung. In 10 weiteren Kategorien gab es Nominierungen.
- 2004 gewann der Film siebenmal den Prix Jutra, unter anderem das Golden Ticket für den an den Kinokassen erfolgreichsten Film des Jahres.

## Hintergrundinformationen
Gedreht wurde im kleinen kanadischen Dorf Harrington Harbour, das auf der gleichnamigen Insel liegt und zur Provinz Québec gehört.
Der Film liegt mit Einnahmen von über 8,424 Millionen CAD auf Platz drei der finanziell erfolgreichsten Filmproduktionen aus Québec und zwar hinter der Actionkomödie Good Cop Bad Cop (2006) und dem dramatischen Liebesfilm Séraphin: un homme et son péché (Stand: 24. September 2006). Der Film hatte über eine Million Zuschauer in Kanada.
Der Film wurde erstmals am 25. September 2003 beim Hamburg Film Festival in Deutschland präsentiert. In die deutschen Kinos kam er am 2. Dezember 2004. DVDs wurden in Deutsch und Französisch veröffentlicht. Der englische Filmtitel lautet Seducing Doctor Lewis bzw. Seducing Dr. Lewis.

## Remakes
Die große Verführung diente als Grundlage für die deutsche ZDF-Fernsehproduktion Auf Doktor komm raus (2009) mit Andreas Pietschmann, Mira Bartuschek und Henry Hübchen.
Ein weiteres Remake ist Die große Versuchung – Lügen bis der Arzt kommt aus dem Jahr 2013 mit Brendan Gleeson und Taylor Kitsch.